# Dorfkirche Klein Briesen

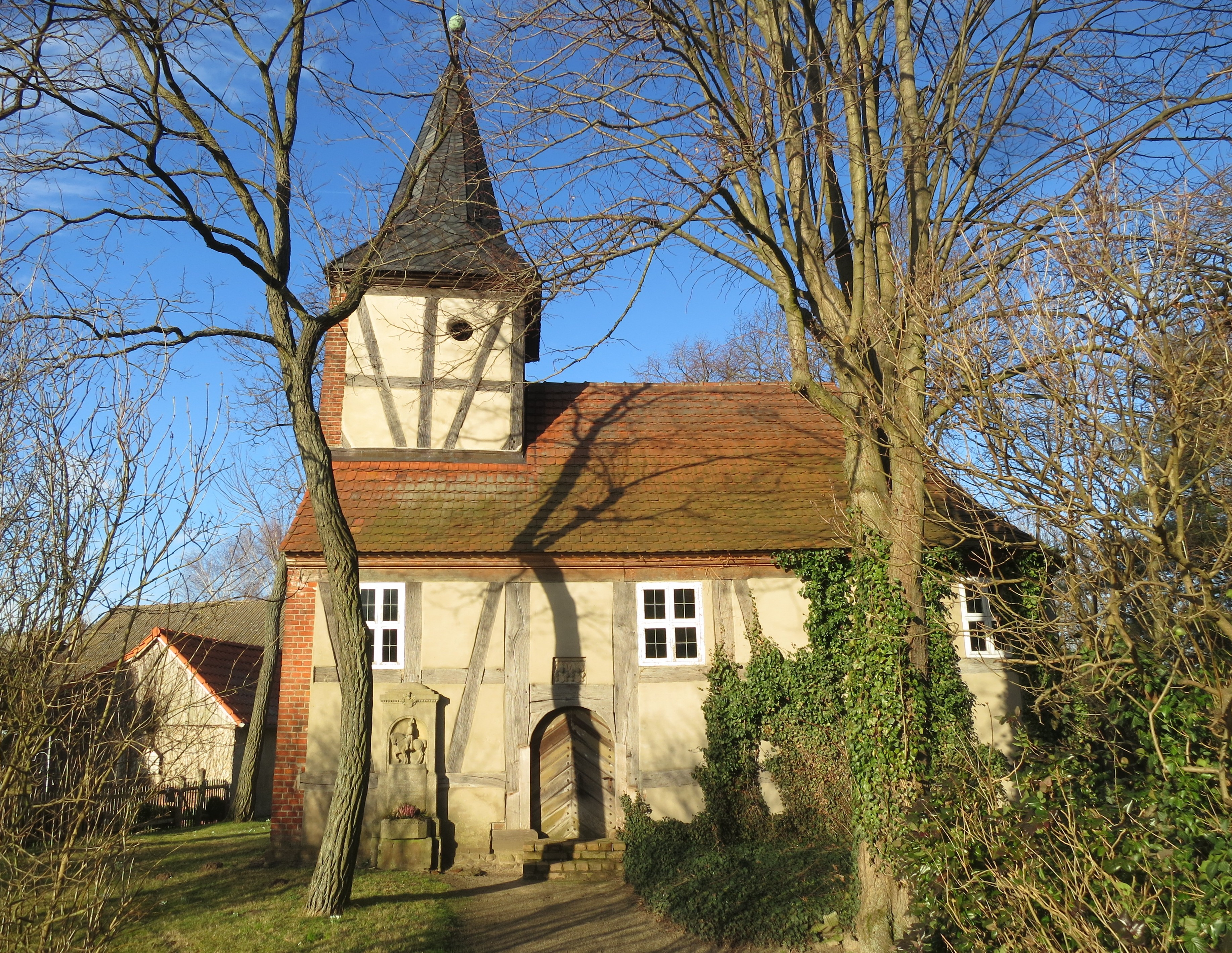
Dorfkirche Klein Briesen

Die evangelische Dorfkirche Klein Briesen ist eine Fachwerkkirche aus dem Jahr 1692 in Klein Briesen, einem Gemeindeteil der Stadt Bad Belzig im Landkreis Potsdam-Mittelmark. Die Kirchengemeinde gehört zum Kirchenkreis Mittelmark-Brandenburg der Evangelischen Kirche Berlin-Brandenburg-schlesische Oberlausitz.

## Lage
Die Landstraße 941 verläuft nördlich des Dorfkerns in West-Ost-Richtung. Von ihr zweigt die Straße Klein Briesen bogenförmig in südlicher Richtung ab. Die Kirche steht mittig dieser Abzweigung und nördlich der Straße auf einem Grundstück, das mit einem Jägerzaun eingefriedet ist.

## Geschichte
Im Dreißigjährigen Krieg wurde Klein Briesen vollständig verwüstet. Im Jahr 1692 ließen die von Thümen, die den Ort und das Kirchenpatronat besaßen, einen Neubau errichten. Dieser wurde 1996 restauriert.

## Baubeschreibung

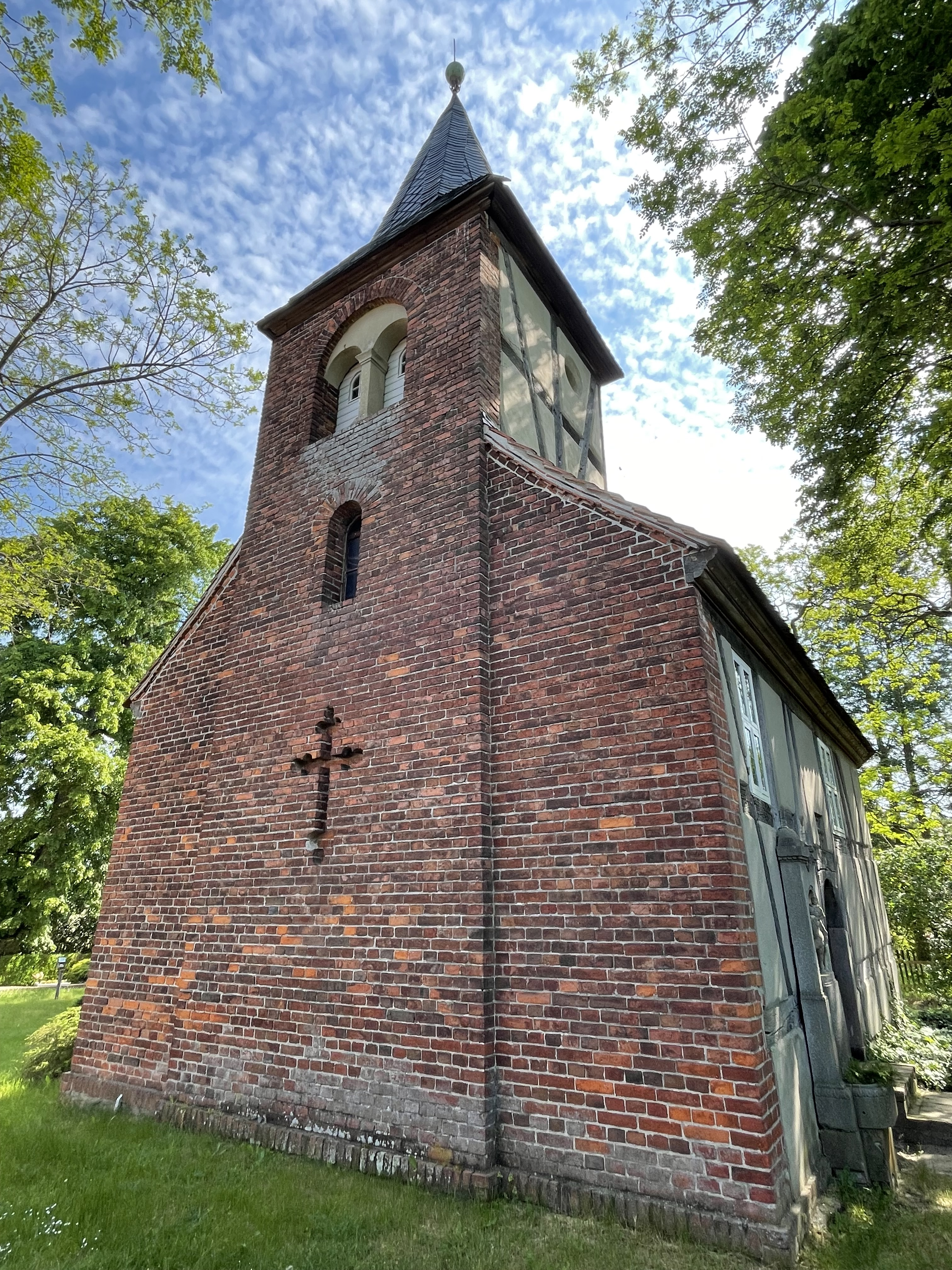
Ansicht von Westen

Das Bauwerk entstand im Wesentlichen aus Fachwerk, dessen Balken aus Holz und dessen Gefach aus Mauersteinen besteht, die anschließend verputzt wurden. Der Chor ist nicht eingezogen und besitzt einen Fünfachtelschluss. Im nordöstlichen und südöstlichen Feld befindet sich ein hochgesetztes und rechteckiges Fenster.
Das Kirchenschiff hat einen rechteckigen Grundriss. An der Langwand befinden sich an der Nordseite zwei weitere, ebenfalls rechteckige und hochgesetzte Fenster. An der Südseite sind ebenfalls zwei Fenster, wobei das westlich gelegene schmaler und hochrechteckig ausgeführt ist. Dazwischen ist eine rundbogenförmige Pforte, die als Zugang dient. Chor und Schiff tragen ein schlichtes Satteldach, das nach Osten hin abgewalmt ist.
Die Westwand ist fensterlos und wurde aus rötlichen Mauersteinen errichtet. Mittig tritt ein breiter, gemauerter Streifen hervor, in den ein Kreuz eingelassen wurde. Darüber ist im Giebel ein rundbogenförmiges Fenster. Darüber erhebt sich der Westturm, der einen quadratischen Grundriss besitzt. Die Westwand ist vermauert und besitzt im Glockengeschoss eine rundbogenförmige Blende, in der zwei gekuppelte Klangarkaden eingelassen sind. An der Süd- und Ostseite, die aus Gefach besteht, ist je ein ausmittig angebrachtes Ochsenauge; die Nordwand ist fensterlos. Darüber erhebt sich der geknickte Turmhelm, der mit Turmkugel und Wetterfahne abschließt.

## Ausstattung
Die Kirchenausstattung stammt im Wesentlichen aus der Bauzeit. Dazu gehört ein Altarretabel mit geschnitzten Wangen, in dessen Altarblatt ein neuzeitliches Gemälde angebracht wurde. Der polygonale Kanzelkorb ist mit Ecksäulchen verziert; weiterhin gibt es ein vergittertes Patronats- und Pastorengestühl sowie ein Gemeindegestühl. Im Innenraum befindet sich eine hölzerne Decke sowie eine Empore.
Über dem Südportal befindet sich ein Sandsteinrelief mit dem Baujahr sowie dem Allianzwappen von Joachim Friedrich von Thümen. Westlich erinnert ein Grabstein an den 1615 verstorbenen Ernst Christoph Boldick.
Vermutlich zur Mitte des 18. Jahrhunderts erwarben die von Thümen einen schwebenden Taufengel. Die Figur ist rund 1,35 m groß und hält in der rechten Hand eine hölzerne Schüssel. In diese, aber auch in einen an der Südseite stehenden Tauftisch konnte eine Taufschale eingelegt werden. Die Schale ist jedoch nicht mehr vorhanden. Vermutlich als Ersatz für einen ursprünglich vorhandenen Palmzweig hält er in der linken Hand ein Zepter. Details der Kleidung sowie der Körperhaltung finden sich auch in den Dorfkirche Liepe und Etzin. Der Engel wurde in den 1990er Jahren repariert und 2011 mit einer neuen Farbfassung versehen.